# Aulosaccus fissuratus
Aulosaccus fissuratus är en svampdjursart som först beskrevs av Okada 1932.  Aulosaccus fissuratus ingår i släktet Aulosaccus och familjen Rossellidae. Utöver nominatformen finns också underarten A. f. shimushirensis.